# Синебрюхов, Павел Петрович
Павел Петрович Синебрюхов (фин. Paul Sinebrychoff; 1799, Гаврилова слобода, Суздальский уезд, Владимирская губерния, Российская империя — 12 марта 1883, Гельсингфорс, Великое княжество Финляндское) — русский купец, второй владелец финской пивной корпорации Sinebrychoff.

## Биография
Родился в 1799 году в Гавриловой слободе во Владимирской губернии в семье купца второй гильдии Петра Васильевича Синебрюхова. После кончины отца и получения отцовского капитала, был записан в купцы 3-й гильдии Гавриловского посада и вместе с братьями переехал в Великое княжество Финляндское.
В 1834 году вместе с братом Николаем переписались из Гавриловского посада в гельсингфорсское купечество.
В 1850 году женился на Анне Ефимовне Тичановой в браке с которой родилось четверо детей.
В 1848 году, после кончины брата Николая, наследовал как пивную корпорацию Sinebrychoff, так и дом по улице Булеварди, 40 в Гельсингфорсе, в котором в 1921 году на основе коллекции живописи Синебрюховых по завещанию был открыт государственный Художественный музей Синебрюхова.
Скончался 12 марта 1883 года в Гельсингфорсе и похоронен на православном кладбище в районе Лапинлахти.

## Семья
- Брат — Синебрюхов, Николай Петрович (1788-11.01.1848), русский пивопромышленник, основатель корпорации Sinebrychoff
- Жена — Анна Ефимовна[фин.] (28.12.1830-04.01.1904)
  - Дочь — Мария Павловна (1852—1923)
  - Дочь — Анна Павловна (1854—1943)
  - Сын — Николай[фин.] (17.07.1856-21.07.1896)
  - Сын — Павел (14.04.1859-19.11.1917), русский пивопромышленник, основатель художественного музея Синебрюхова